# Alessia Travaglini
Alessia Travaglini (ur. 10 kwietnia 1988 w Ascoli Piceno) – włoska siatkarka, grająca na pozycji środkowej. Od sezonu 2019/2020 występuje w drużynie P2P Givova Baronissi Volley.

## Sukcesy klubowe
- Mistrzostwo Włoch:
  -  2007
- Puchar Challenge:
  -  2009